# محمد لطيف (لواء)
محمد لطيف لواء عراقي، وعضو سابق في حزب البعث. تم تسليم مدينة الفلوجة إلى محمد لطيف لتحل محل الخيار الأمريكي السابق جاسم محمد صالح، عندما تم اكتشاف تورط الأخير في فظائع ضد الأكراد خلال الحرب العراقية الإيرانية.
قالت إنه كان اسمه محمد عبد اللطيف وأنه كان ضابطًا سابقًا في المخابرات العسكرية.
مُنح لطيف الحق في تكوين جيش قوامه 1,100 جندي يُعرف باسم لواء الفلوجة، يرتدون الزي العسكري البعثي ويسيطرون على المدينة (التي أثبتت القوات الأمريكية أنها غير قادرة على تهدئة الأوضاع). في غضون أيام،قال رئيس بلدية المدينة،محمد إبراهيم الجريسي، إن هناك فرقًا واضحًا حيث بدأت المدينة تهدأ الآن تحت القيادة العراقية مرة أخرى.
ومع ذلك، تم حل لواء الفلوجة وسلم جميع الأسلحة الأمريكية إلى التمرد بحلول سبتمبر، مما دفع القوات الأمريكية إلى العودة في معركة الفلوجة الثانية في نوفمبر، مما أدى إلى إعادة احتلال الولايات المتحدة للمدينة.